# إيغيل بوماس
إيغيل بوماس أو إيغيل ن واماس (بالقبايلية: Iɣil bwamas) قرية تقع في ببلدية إبودرارن التابعة لولاية تيزي وزو بالجزائر. تمتاز بغاباتها. والتي كانت خزانا للمجاهدين أثناء الثورة التحريرية الجزائرية ومنهم الطاوس بن لعمارة، حيث شارك سكانها في تشييد نصب تذكاري في مكان المسمى "تاغونيتس غ لكفيل" ، مقابل الجبل المسمى "أزرو ن آث جمعة" ، المتوج على ارتفاع يزيد عن 1000 متر فوق مستوى سطح البحر بالطريق الذي يربط إيغيل بوماس بآيت علاوة تخليدا لذكرى ثلاثة من أوائل الثوار الوطنيين، وهم مبارك آيت منقلات وعمار ولد حمودة وصلاح آيت مهند سعيد.
في عام 1948 ، استقر اكلي محند أولحاج في القرية وفتح تجارة في مواد البناء والمنتجات الغذائية.

## ملحوظون من القرية
- آيت منقلات مغني قبائلي[1]
- اكلي محند أولحاج[4]